# Gry Jannicke Jarlum
Gry Jannicke Jarlum née à Oslo le 6 avril 1962 est une suédo-norvégienne musicienne pop, écrivaine et femme politique (Demokratene).

## Discographie

### Jannicke
- Min stil (1981)
- My Rock'n Roll Album (1982)
- Draculas datter (1983)
- Change (1985)
- Svake mennesker (1989)
- Word of Wisdom (1992)

### J-Diva
- Sex Me — Transmission vol. 1[1]
- The Golden Girl of Soul — Transmission vol. 2
- The Motherfucking Diva Queen — Transmission vol. 3

## Livres
- Du er jeg (1994)